# ミア・ブルックス
ミア・ブルックス（Mia Brookes、2007年1月19日 - ）は、イギリスの女子スノーボード選手。チェシャー・サンドバッチ出身。2023年世界選手権スロープスタイル金メダリスト。

## 経歴
10歳の頃にGBスノースポーツに参加し、11歳でイギリスのスノーボード選手権に出場した。
2020年12月、ヨーロッパカップで国際大会デビューを果たし、2位に入った。
2022年ジュニア世界選手権では、ビッグエアで優勝し、スロープスタイルで2位。しかし、年齢制限により2022年北京オリンピックに出場できなかった。2023 X Gamesでは6位。
2023年世界選手権スロープスタイルで金メダルを獲得。史上最年少16歳で世界選手権で優勝し、イギリス選手で初めて世界選手権のスロープスタイルで優勝した。また、競技中に女子選手で初めてCAB1440を成功させた。
タイムズ紙の2023年の年間最優秀女子若手選手賞に選ばれた。また、BBCスポーツ・パーソナリティ・オブ・ザ・イヤー・コーチ賞の最終候補に選出され、12月19日にBBC Oneの生放送中に受賞が発表された。
2023年ワールドカップのビッグエアで種目別優勝。